# Route nationale 11 (Pologne)
Pour les articles homonymes, voir Route nationale 11.
La Route nationale 11 (DK11) est une route nationale en Pologne. Elle s'étend actuellement de Kołobrzeg à Bytom et représente un axe nord-sud du trafic routier polonais, reliant la mer Baltique à la région industrielle de Haute-Silésie. La longueur totale est de 596 kilomètres. Sur certains tronçons, la route nationale est désormais remplacée par l'autoroute S11. Une fois l’autoroute terminée, elle disparaîtra du réseau routier.

## Histoire
Le tracé de Kołobrzeg et Chodzież correspond au tracé de l'ancienne Reichsstraße 160 (de). Avec la réorganisation du réseau routier polonais en 1985, les routes nationales deviennent les routes nationales 50 (Kołobrzeg–Koszalin) et 155 (Jastrowie-Piła-Chodzież-Oborniki Wlkp.-Poznań) et circule initialement entre Kołobrzeg et Poznań. Avec une nouvelle réforme de la numérotation de toutes les routes nationales le 9 mai 2001, le tracé de la route nationale est prolongé jusqu'à Bytom. L'itinéraire entre Poznań et Bytom fait auparavant partie de la route nationale 42 (de) (Poznań-Pleszew) et route nationale 43 (de) (Pleszew-Bytom)
En 2009, la route nationale est étendue à l'autoroute S11 sur les tronçons entre Poznań et Kórnik et près d'Ostrów Wielkopolski.

## État d’agrandissement
L’état d’agrandissement de la route nationale 11 se décompose comme suit :
| Section                            | Voies | Bandes de séparation | Remarque |
| ---------------------------------- | ----- | -------------------- | -------- |
| Kołobrzeg – Koszalin               | 2     | Non                  |          |
| Zone urbaine de Koszalin           | 4     | Non                  | urbain   |
| Koszalin – Poznań                  | 2     | Non                  |          |
| Kornik – Ostrow Wielkopolski       | 2     | Non                  |          |
| Zone urbaine d'Ostrów Wielkopolski | 4     | Non                  | urbain   |
| Ostrow Wielkopolski –Bytom         | 2     | Non                  |          |
| Bytom – Zone urbaine de Bytom      | 4     | Non                  | urbain   |

## Villes importantes le long de la route
- Kołobrzeg
- Koszalin
- Bobolice
- Szczecinek
- Okonek
- Jastrowie
- Piła
- Ujście
- Chodzież
- Rogoźno
- Oborniki
- Poznań
- Kórnik
- Środa Wielkopolska
- Jarocin
- Pleszew
- Ostrów Wielkopolski
- Antonin
- Ostrzeszów
- Kępno
- Baranów
- Byczyna
- Kluczbork
- Olesno
- Lubliniec
- Tarnowskie Góry
- Bytom